# Walki o Jastrowie
Walki o Jastrowie – walki toczone w dniach  2–3 lutego 1945 roku o Jastrowie podczas II wojny światowej. Bitwy były częścią walk o przełamanie Wału Pomorskiego.
Miasto było przygotowanym punktem obronnym w niemieckim systemie obrony dogodnym ze względu na wzgórza i znajdującą się na przedpolu dolinę i rzeką Gwdę. Położenie na wzgórzu stwarzało dobre pole ostrzału i obrony. Południowo-zachodnia część miasta otoczona była  masywem leśnym, przez który przepływała rzeka Płytnica. Broniły Jastrowia oddziały 15 Dywizji Piechoty SS „Lettland” złożonej z 32, 33 i 34 pułków piechoty, 15 pułku artylerii, batalionu fizylierów i batalionu transportowego. Dodatkowo w skład 15 DP do obrony przydzielono grupę pułkową „Rhode”, grupę bojową „Elster”, „Joachim” i „Pfenning”. Łącznie na 22 kilometrowym odcinku od Ptuszy po Lędyczek broniło się 14 batalionów piechoty oraz pułk artylerii, z czego 10 batalionów piechoty i pułk artylerii zajmowało pozycje obronne w pasie natarcia jednostek 1 Armii WP.
Po zdobyciu Złotowa oddziały z 4 DP maszerujące jako awangarda 1 AWP, szybkim marszem doszły do Gwdy, za którą rozciągał się pas przesłaniania Wału Pomorskiego. Odcinka od miejscowości Podgaje, przez Jastrowie, aż po Ptuszę broniła wzmocniona 15 DP SS „Lettland”.
31 stycznia 1945 roku 11 pułk piechoty zbliżył się do zapory wodnej na Gwdzie, w rejonie Piecewka i nawiązał kontakt ogniowy z nieprzyjacielem. Dowódca 4 DP, gen. Bolesław Kieniewicz spodziewając się znacznie silniejszego oporu w samym Jastrowie, zdecydował związać od czoła obronę niemiecką siłami podporządkowanego sobie 8 pułk piechoty z 3 DP, natomiast swoimi siłami obejść miasto i zaatakować je od południa. Zadanie to wykonywał 10 pułk piechoty, który przeprawiwszy się po skutej lodem Gwdzie 1 lutego zdobył wieś Ptuszę, a 2 lutego Byszki i miał wyjść na kierunek Szwecji. 8 pp miał zdobyć Piecewko. 2 lutego siły 10 pp wyszły na przedpole Jastrowia i wieczorem rozpoczęły walkę o miasto. Do walki został wprowadzony także 16 pułk piechoty 6 DP, który głównymi siłami uderzał od południa, a częścią sił z zachodu.
Jeden z batalionów 10 pp przedostał się na szosę prowadzącą z Jastrowia do Sypniewa. W ten sposób udało się skoordynować ataki pułków na pozycje niemieckie  od południa i zachodu. Niemcy stawiali zaciekły opór, wycofując się jednocześnie w kierunku Podgajów. Częścią sił wykonywali kontrataki. Dochodziło do walki na bagnety. 
Walki o miasto trwały do północy 2 lutego.
Po zdobyciu Jastrowia 4 DP kontynuowała natarcie w kierunku Szwecji. 5 lutego 12 pułk piechoty dotarł w walkach przed główną pozycję obronną Wału Pomorskiego.
W wyniku walk Niemcy stracili 350 żołnierzy, 11 samochodów, 4 działa. Po stronie polskiej zginęło 57 żołnierzy, 241 zostało rannych, a 15 uznano za zaginionych. Polacy zdobyli: 17 samochodów, 37 motocykli oraz inny sprzęt bojowy.
14-16 lutego 1945 roku doszło w rejonie Jastrowia do walk z grupami przebijającymi się z kierunku Piły. Obronę organizowały pododdziały tyłowe. Wzięli w niej też udział oswobodzeni więźniowie z Kłomina (obóz Gross Born).
Walki żołnierzy polskich o Jastrowie zostały upamiętnione na Grobie Nieznanego Żołnierza w Warszawie, napisem na jednej z tablic po 1945 r. „JASTROWIE  3 II 1945”.